# Meleki Hatun
Meleki Hatun  (? – 1656 Istanbul) byla dvorní dáma a služebná Kösem Sultan a sultána Ibrahima I. Později byla služebnou Turhany Hatice Sultan. 

## Mládí
Původně byla členkou harému Kösem Sultan. Po nástupu Ibrahima I. na trůn v roce 1640 se stala jeho dvorní dámou (musahibe). Na začátku roku 1648 byla mezi obdarovanými, když sultán daroval pokladnice z Egypta svým oblíbeným konkubínám a služebným. Ve stejném roce byl, ale Ibrahim sesazen a nahrazen jeho šestiletým synem Mehmedem IV. Kösem Sultan, matka Ibrahima I. namísto odchodu do starého paláce, požádala zda by nemohla vykonávat i nadále funkci valide sultan svému vnukovi, spolu s Turhan Hatici Sultan. S Kösem Sultan zůstala v paláci v Istanbulu i Meleki Hatun. Kösem Sultan, ale plánovala nahradit Mehmeda nejmladším vnukem, jehož matku by měla více pod kontrolou. Její plán překazila Meleki Hatun, která o těchto plánech informovala Mehmedovou matku Turhan Hatici Sultan. Za tento čin nechala Turhan Hatice Sultan při palácovém převratu v roce 1651 Kösem Sultan uškrtit svým hlavním eunuchem.
Meleki Hatun se tak stala hlavní služebnou Turhan Hatice Sultan, která se stala jedinou Valide Sultan. Meleki Hatun se provdala za Şabana Halifu, bývalého palácového učitele. Společně žili v palacovém harému a byli dobrým zdrojem informací o dění v harému. Později byla obviněna z incestního vztahu s Turhaniným nevlastním synem.

## Smrt
Politický vliv dvojice vzrostl natolik, že oba přišli o život v roce 1656, když jednotky umístěné v Istanbulu se vzbouřily proti údajnému zneužívání vlády.

## V populární kultuře
Postava Meleki Hatun se objevila ve filmu Mahpeyker: Kösem Sultan, kde ji ztvárnila turecká herečka Bulut Köpük. Také její postava byla ztvárněna v seriálu Velkolepé století: Kösem, kde ji ztvárnila Burcu Gül Kazbek.